# NGC 7476
NGC 7476 (również PGC 70427) – galaktyka spiralna z poprzeczką (SBab), znajdująca się w gwiazdozbiorze Żurawia. Odkrył ją John Herschel 5 września 1834 roku.